# Zdeněk Kubeček
Zdeněk Kubeček (18. dubna 1930 – 21. července 2007 Praha) byl československý televizní režisér a scenárista. Dlouhodobě pracoval pro tehdejší Československou televizi, kde natočil řadu inscenací a také režíroval významné záznamy divadelních představení. Působil rovněž jako pedagog na FAMU.

## Život a kariéra

### Asistent režie
Nejdříve vystudoval ČVUT, až poté režii na FAMU. V Československé televizi nejprve pracoval jako asistent režie u Antonína Moskalyka, podílel se např. na televizní inscenaci Oranžový měsíc z roku 1962 podle námětu a scénáře Oty Hofmana o synovi tramvajáka. Otec a syn Petr společně sní, že až jednou vyhrajou v Sazce, pojedou k moři, kde jistě září oranžový měsíc. Petr však jednou nepodal zrovna ten tiket, který by vyhrál.

### Režisér TV inscenací
Od poloviny 60. let natočil již jako režisér první krátké filmy, dokumenty a také televizní inscenace, např. Krásná Rama (1965) nebo Dvě z Říma (podle dvou povídek Alberta Moravia, 1966). Hodně se věnoval televizním inscenacím s detektivním nebo kriminálním motivem, v druhé polovině 60. let to byly např. Měsíc s dýmkou (podle první detektivní povídky Hany Proškové, Podivný konec léta nebo Lacrimae rerum podle jedné z detektivních povídek anglického spisovatele Edmunda Crispina, kterou do češtiny přeložila Eva Outratová v rámci reprezentativní antologie 21 detektivů.

### Záznamy divadelních představení
Ke konci 60. let a začátkem 70. let se hodně věnoval také režii záznamů divadelních představení, kde se snažil o inovativní přístup. Je třeba zmínit zejména záznam legendárního představení Král Ubu z roku 1968 podle stejnojmenné hry francouzského dramatika Alfreda Jarryho. Inscenace se hrála od roku 1964 v Divadle Na zábradlí v režii Jana Grossmana (který se vedle Zdeňka Kubečka podílel také na televizním záznamu), v představení exceloval Jan Libíček. Televizní záznam byl pořízen přibližně měsíc před invazi sovětských vojsk, po které byla hra zakázána. Záznam byl vysílán až v sobotu 17. března 1990 na tehdejším 2. programu Československé televize.
Mezi další záznamy divadelních představení v režii Zdeňka Kubečka patří Alchymista Vladislava Vančury z Divadla na Vinohradech, v hlavní roli Ilja Racek (1969) nebo Revizor v divadelní režii Jana Kačera z Činoherního klubu (Jiří Kodet hraje Chlestakova, Pavel Landovský hejtmana a Josef Abrhám poštmistra, 1971) či Pantomima Ladislava Fialky z roku 1974 a opět z Divadla Na zábradlí.

### 70. a 80. léta
V 70. a 80. letech pokračoval v natáčení řady žánrově velmi různorodých televizních inscenacích. Opět režíroval detektivky, můžeme zmínit např. Bláznovu smrt (1973) podle stejnojmenného románu Václava Erbena z roku 1967, kde hlavní postavu kapitána Exnera ztvárnil Petr Kostka, jeho spolupracovníky Beránka a Vlčka František Němec a Eduard Žemla, v inscenaci dále hráli např. Jaroslav Marvan (v jedné ze svých posledních rolí) a Jiřina Štěpničková.
Dále se věnoval jak televizním adaptacím klasických literárních předloh či historických témat (např. Příběh se starou lenoškou podle jednoho z motivů románu Kronika Pickwickova klubu od Charlese Dickense) nebo dvojdílná inscenace Pokušení mladého muže či Poslední královna o Elišce Přemyslovně, manželce Jana Lucemburského a poslední představitelce dynastie Přemyslovců na českém trůně.
Současně točil i scénáře současných autorů na aktuální témata. Je vhodné zmínit např. oceňovanou inscenaci z roku 1978 Mapa zámořských objevů podle scénáře Jiřího Hubače. Hlavní postavu středoškolského profesora Barchánka zde vytvořil Vlastimil Brodský, jeho syna Honzu Vladimír Dlouhý a hraje zde řada dalších předních herců starší i mladší generace. Oproti tomu schematicky pojatý šestidílný seriál se slabým scénářem Velitel upadl v zapomnění.
Za vrchol jeho televizní tvorby je považována inscenace Jako kníže Rohan (1983) podle novely Špáta Karla Václava Raise, scénář Jiří Zdeněk Novák, v hlavní roli Špáty Vladimír Menšík, dále např. Ladislav Pešek, Libuše Havelková nebo Věra Galatíková. Poslední inscenace natočil v roce 1989 (jedna z nich se vysílala až v roce 1990). I po odchodu do důchodu ještě nějakou dobu vyučoval na FAMU. Zemřel po dlouhé nemoci v Praze 21. července 2007.

## Výběrová filmografie
Zdeněk Kubeček natočil mnohem více inscenací než napsal scénářů (a to níže uvedený přehled zdaleka neobsahuje všechny inscenace, kde byl režisérem). Nicméně v několika případech byl jak autorem scénáře, tak současně režisérem.

### Režisér: TV inscenace
- 1965 Krásná Rama
- 1966 Dvě z Říma: podle dvou povídek Alberta Moravia
- 1966 Měsíc s dýmkou: podle první detektivní povídky Hany Proškové
- 1967 Lacrimae rerum: podle detektivních povídky Edmunda Crispina, překlad Eva Outratová
- 1967 Podivný konec léta
- 1972 Doktor na pokladnu: humoristicko-satirický příběh podle stejnojmenné knihy spisovatele Giuseppe D'Agata
- 1972 Konec knihy šesté: historický, Mikuláš Koperník (hraje Karel Höger, biskupa Johannese Martin Růžek
- 1972 Muž a žena: podle stejnojmenného románu Heleny Šmahelové
- 1972 Pokušení mladého muže: dvojdílný historický film podle románu Pokušení spisovatele Jánose Székelyho
- 1972 Příběh se starou lenoškou: podle jednoho z motivů románu Kronika Pickwickova klubu od Charlese Dickense)
- 1973 Bláznovu smrt podle stejnojmenného románu Václava Erbena z roku 1967, hlavní postavu kapitána Exnera hraje Petr Kostka, jeho spolupracovníky Beránka a Vlčka František Němec a Eduard Žemla, dále Jaroslav Marvan (jedna z posledních rolí) nebo Jiřina Štěpničková
- 1973 Čertova stěna: televizní zpracování poslední opery Bedřicha Smetany
- 1974 Poslední královna: historický, osudy Elišky Přemyslovny
- 1975 Muži jdou v tmě: podle stejnojmenného románu Jiřího Marka z roku 1946
- 1975 Vilém Rozkoč: podle románu Karla Matěje Čapka-Choda
- 1976 Bílá růže
- 1978 Mapa zámořských objevů: scénář Jiří Hubač), hlavní role Vlastimil Brodský a Vladimír Dlouhý
- 1979 Příbuzenstvo: krimi, podle novely Mileny Brůhová
- 1981 Načasovaná smrt, podle románu amerického spisovatele detektivek Richarda Lockridge
- 1981 Velitel: šestidílný seriál z vojenského prostředí
- 1983 Tisíc mil pro tatřičku: historický, automobilka Tatra v letech 1919–1919, konstruktér Hans Ledwinka (Radovan Lukavský), zkušební jezdec a závodník Josef Vermířovský (Josef Abrhám
- 1983 Jako kníže Rohan: podle novely Špáta Karla Václava Raise, scénář Jiří Zdeněk Novák, v hlavní roli Vladimír Menšík
- 1984 Cihla zlata
- 1984 Pod maskou: životopisný, skladatel a hudebník Josef Mysliveček (hraje Antonín Procházka)
- 1985 O mrtvých jen dobře
- 1985 Růžový Hubert: krimi komedie podle románu Černý opat Edgara Wallaceho, scénář Eva Kačírková
- 1986 Hlava plná slunce: životopisný, plzeňský herec Vendelín Budil (hraje Petr Haničinec)
- 1987 Pohled z hlubin
- 1988 Hodinář: podle jedné z povídek Oty Duba
- 1989 Sedm bílých plášťů
- 1989 Trezor
- 1990 Jak chytit krokodýla: hra podle reportáže Josefa Velka

### Režisér: záznamy divadelních představení
- 1968 Král Ubu: záznam představení v Divadle Na zábradlí, hlavní role Jan Libíček
- 1969 Alchymista: záznam představení z Divadla na Vinohradech, v hlavní roli Ilja Racek
- 1969 Taková ženská na krku: záznam představení komedie Georgese Feydeaua, divadelní režie Luděk Pilc
- 1971 Revizor: záznam představení z Činoherního klubu, Chlestakova hraje Jiří Kodet
- 1974 Pantomima Ladislava Fialky: záznam z Divadla Na zábradlí

### Scenárista
- 1965 Malér
- 1972 Konec knihy šesté: osudy Mikoláše Koperníka
- 1973 Čertova stěna: scénář televizního zpracování opery Bedřicha Smetany
- 1975 Vilém Rozkoč: scénář podle románu Karla Matěje Čapka-Choda
- 1976 Bílá růže
- 1987 Pohled z hlubin

### Pomocný režisér
- 1962 Oranžový měsíc (režie Antonín Moskalyk)